# 세포수액
세포수액(-樹液)은 많은 식물 세포의 대형 중심 액포에서 관찰할 수 있는 묽은 유체이다. 세포액이라고도 하지만, 일반적으로 세포질을 채우는 세포액과는 달리 액포 내에 존재하며, 기능면에서도 차이를 보인다. 세포수액은 물, 아미노산, 포도당, 염을 지닌다. 세포수액은 영양물질의 저장, 나무 재질이 아닌 식물의 기계적인 지지 기반 등의 많은 역할을 담당하며, 또한 삼투 과정을 도와준다.